# Miagrammopes biroi
Miagrammopes biroi är en spindelart som beskrevs av Kulczynski 1908. Miagrammopes biroi ingår i släktet Miagrammopes och familjen krusnätsspindlar. Inga underarter finns listade i Catalogue of Life.